# Lolita HR
Lolita HR est une série de science-fiction au croisement du manga, du comics et du roman graphique, traitant de la manipulation. 
Le scénario est de Delphine Rieu, le dessin de Javier Rodriguez (tomes 1, 2 et 3) et de Natacha Bustos (tome 4). 
Il faut noter que les deux premiers tomes, publiés aux Humanoides Associés sous le nom de Ghetto Blues et Egérie en 2007, ont été réédités par la suite sous le nom de série A.doll.a avec les titres de Rock-Star (tome 1) et Résistance (tome 2), toujours chez le même éditeur.

## Historique

### ChezHumanoides Associés
Les deux premiers tomes de la série ont été publiés sous le nom de Ghetto Blues et Egérie en 2007. Ces deux tomes sont réédités sous le nom de série A.doll.a avec les titres de Rock-Star (tome 1) et Résistance (tome 2) en 2008 et 2009.

### Chez Eidola Éditions
Les tomes 1 et 2, Rock-Star et Résistance, sont réédités chez Eidola Éditions en 2011. Puis, en 2012 est édité le troisième tome inédit de la série, Ghetto. 
Le quatrième tome, Résistance, qui clôt la série, est publié en 2015 avec Natacha Bustos au dessin.

### Autres publications
Les chapitres 1 à 4 de Lolita HR sont publiés dans la revue Shogun Mag entre octobre 2006 et février 2007, et les chapitres 5 à 8 dans Shogun seinen entre juillet 2007 et février 2008.
Les deux premiers tomes de Lolita HR ont été traduits et publiés en Espagne par Glénat Espagne en 2007 et 2008.

## Liste des tomes

### T.1:Rock-Star
Résumé
Dans un monde futuriste et totalitaire en proie à un virus, Lolita est une rock star,. Quelques rares personnes connaissent sa condition, et la planète entière croit trouver en elle la dernière star humaine combattant les robots stars. Dépourvue de conscience, Lolita est le jouet de son créateur, Gil Tabiles. Si l’intention de ce riche homme d’affaires est d’accroitre sa fortune grâce à elle, la motivation première d’avoir créé ce robot est bien plus complexe. De son côté, Médhi, un adolescent rêveur et impulsif, vit dans un sanatorium où l’on parque les malades atteints d’une maladie qui entraine des mutations génétiques. Admiratif de cette jeune fille libre qu’est son idole, il n’a qu’un but, la rencontrer. Pleine de rebondissements, l’histoire dévoile des personnages complexes dans un monde où la manipulation ne semble plus avoir de limite. Comment nos deux héros parviendront-ils à échapper à cette manipulation ?
Ce premier tome a été finaliste au Japon pour le prix du meilleur manga étranger décerné par le ministère des affaires étrangères japonais.

### T.2:Résistance
Résumé
Lolita est passée aux mains de la résistance qui souhaite en faire la personnification de sa lutte, pour haranguer les foules contre le pouvoir en place dirigé d’une main de fer par Néponine. De son côté, Médhi qui s’est échappé du sanatorium, se cache parmi un groupe de jeunes insoumis. Mais la résistance a décidé de faire de Lolita une martyre, et Médhi se fait rattraper par la police. Dans un univers de plus en plus sombre, les jours semblent comptés pour nos deux héros qui deviennent, bien malgré eux, des éléments clés pour la résistance et le pouvoir en place. Mais Gil Tabiles, le créateur de Lolita, ne compte laisser personne détruire sa poupée cybernétique.

### T.3:Ghetto
Résumé
Médhi se retrouve face à son idole et la sauve d’une destruction certaine. S’enfuyant avec elle, il découvre qu’elle n’est pas humaine et n’a pas de conscience. Mais qu’importe, il compte bien la protéger, et les deux fuyards recherchés par la résistance, la police et les forces secrètes de Gil Tabiles, vont devoir disparaître de la société. Si cela est facile pour un robot, pour Médhi les choses se compliquent. Accumulant les mauvais choix, l’adolescent ne se rend pas compte du mal qu’il fait. Les vérités commencent à éclater, les personnages sont pris à leurs propres pièges, et la manipulation dirige toujours le monde. Y a-t-il encore une échappatoire ?

### T.4:Renaissance
Résumé
Lolita va acquérir une conscience et tenter d’échapper à la manipulation dont elle fait l’objet. Médhi va prendre sa vie en main et mener la résistance vers une certaine victoire. Mais ils devront apprendre que rien n’est jamais acquis, et que le chemin vers la liberté est semé d’épreuves.